# Hollywood Creative Alliance
La Hollywood Creative Alliance (HCA) est association américaine de critiques de cinéma et de télévision basée à Los Angeles en Californie. Elle est fondée en 2016 par les journalistes Scott Menzel, Scott Manz et Ashley Menzel sous la dénomination Los Angeles Online Film Critics Society. Un premier changement de nom intervient en 2019 pour Hollywood Critics Association, puis un second en 2023 pour son nom actuel.
Elle remet chaque année les Hollywood Creative Alliance Awards (HCA Awards pour le cinéma et HCA TV Awards pour la télévision), qui récompensent les meilleurs films et séries de l'année. En 2023, l'organisation ayant changé de nom pour la seconde fois, elle a rebaptisé ses récompenses Astra Awards.

## Historique
Fondée en 2016, la Hollywood Critics Association est une association professionnelle de journalistes de cinéma et de télévision. La mission de la HCA est de soutenir les voix minoritaires de l'industrie du divertissement américaine,. À la date de sa création, elle est la deuxième association de critiques de cinéma de Los Angeles avec la Los Angeles Film Critics Association.
En août 2023, l'association change de nom et devient la Hollywood Creative Alliance, suivant les conseils de Leslie Short, stratège en opérations d'entreprise du groupe Cavu.
Plusieurs mois après que la Hollywood Critics Association s'est rebaptisée Hollywood Creative Alliance, l'organisation a rebaptisé ses prix Astra Awards.

## Conseil d'administration
En 2023, le conseil d'administration de l'association se compose de :
- Scott Menzel, Président
- Nestor Bentancor, Président par intérim
- Morgan Rojas, Secrétaire

## Catégories de récompense

### Cinéma
- Meilleur film (depuis 2017)
- Meilleur acteur (depuis 2017)
- Meilleure actrice (depuis 2017)
- Meilleur acteur dans un second rôle (depuis 2017)
- Meilleure actrice dans un second rôle (depuis 2017)
- Meilleure performance en animation (depuis 2017)
- Meilleur scénario original (depuis 2017)
- Meilleur scénario adapté (depuis 2017)
- Meilleur film d'action (depuis 2017)
- Meilleur film d'animation (depuis 2017)
- Meilleur documentaire (depuis 2017)
- Meilleur film indépendant (depuis 2017)
- Meilleur film étranger (depuis 2017)
- Meilleur premier film (depuis 2017)
- Meilleures cascades (depuis 2017)
- Meilleure distribution (depuis 2018)
- Meilleure chanson originale (depuis 2018)
- Meilleur film d'horreur (depuis 2019)
- Meilleur court-métrage (depuis 2020)
- Meilleur réalisateur (depuis 2021)
- Meilleur film comique (depuis 2022)

### Télévision
- Meilleur acteur dans une série comique (depuis 2021)
- Meilleur acteur dans une série dramatique (depuis 2021)
- Meilleur acteur dans une série comique de streaming (depuis 2021)
- Meilleur acteur dans une série dramatique de streaming (depuis 2021)
- Meilleure actrice dans une série comique (depuis 2021)
- Meilleure actrice dans une série dramatique (depuis 2021)
- Meilleure actrice dans une série comique de streaming (depuis 2021)
- Meilleure actrice dans une série dramatique de streaming (depuis 2021)
- Meilleure série comique (depuis 2021)
- Meilleure série dramatique (depuis 2021)
- Meilleure série comique diffusée sur le câble (depuis 2021)
- Meilleure série dramatique diffusée sur le câble (depuis 2021)
- Meilleure série comique de streaming (depuis 2021)
- Meilleure série dramatique de streaming (depuis 2021)
- Meilleur acteur dans un second rôle dans une série comique (depuis 2021)
- Meilleur acteur dans un second rôle dans une série dramatique (depuis 2021)
- Meilleur acteur dans un second rôle dans une série comique de streaming (depuis 2021)
- Meilleur acteur dans un second rôle dans une série dramatique de streaming (depuis 2021)
- Meilleure actrice dans un second rôle dans une série comique (depuis 2021)
- Meilleure actrice dans un second rôle dans une série dramatique (depuis 2021)
- Meilleure actrice dans un second rôle dans une série comique de streaming (depuis 2021)
- Meilleure actrice dans un second rôle dans une série dramatique de streaming (depuis 2021)
- Meilleur acteur dans une série d'anthologie (depuis 2022)
- Meilleure actrice dans une série d'anthologie (depuis 2022)
- Meilleur acteur dans une série d'anthologie de streaming (depuis 2022)
- Meilleure actrice dans une série d'anthologie de streaming (depuis 2022)
- Meilleur acteur invité dans une série comique (depuis 2023)
- Meilleur acteur invité dans une série dramatique (depuis 2023)
- Meilleure actrice invitée dans une série comique (depuis 2023)
- Meilleure actrice invitée dans une série dramatique (depuis 2023)
- Meilleure mini-série ou série d'anthologie (depuis 2022)
- Meilleur téléfilm (depuis 2022)
- Meilleure réalisation pour une série comique (depuis 2022)
- Meilleure réalisation pour une série dramatique (depuis 2022)
- Meilleure réalisation pour une mini-série ou une série d'anthologie (depuis 2022)
- Meilleure réalisation pour une série comique de streaming (depuis 2022)
- Meilleure réalisation pour une série dramatique de streaming (depuis 2022)
- Meilleure réalisation pour une mini-série ou une série d'anthologie de streaming (depuis 2022)
- Meilleure mini-série ou série d'anthologie de streaming (depuis 2022)
- Meilleur film de streaming (depuis 2022)
- Meilleur acteur dans un second rôle dans une mini-série ou une série d'anthologie (depuis 2022)
- Meilleure actrice dans un second rôle dans une mini-série ou une série d'anthologie (depuis 2022)
- Meilleur acteur dans un second rôle dans une mini-série ou une série d'anthologie de streaming (depuis 2022)
- Meilleure actrice dans un second rôle dans une mini-série ou une série d'anthologie de streaming (depuis 2022)
- Meilleur scénario pour une série comique (depuis 2022)
- Meilleur scénario pour une série dramatique (depuis 2022)
- Meilleur scénario pour une mini-série ou une série d'anthologie (depuis 2022)
- Meilleur scénario pour une série comique de streaming (depuis 2022)
- Meilleur scénario pour une série dramatique de streaming (depuis 2022)
- Meilleur scénario pour une mini-série ou une série d'anthologie de streaming (depuis 2022)

## Astra Awards

### 7ecérémonie des Astra Film Awards (2024)

#### Meilleur film d'action
- Mission impossible : Dead Reckoning (Mission: Impossible – Dead Reckoning)[6],[7]

## Astra Creative Arts Awards

### 2ecérémonie des Astra Creative Arts Awards (2024)

#### Meilleures cascades
- Mission impossible : Dead Reckoning (Mission: Impossible – Dead Reckoning)[6],[7]

#### Meilleurs effets visuels
- Mission impossible : Dead Reckoning (Mission: Impossible – Dead Reckoning)[6],[7]